# Тони Револори
Тони Револори (на английски: Tony Revolori) е американски актьор.

## Биография
Роден е на 28 април 1996 година в Анахайм в семейство от гватемалски произход. Започва да се снима за телевизията и киното още като дете. Придобива широка известност с ролята на Зеро Мустафа във филма на Уес Андерсън „Гранд хотел „Будапеща“.

## Избрана филмография
| Година | Филм                                            | Оригинално заглавие                                    | Роля                   | Бележки |  |
| ------ | ----------------------------------------------- | ------------------------------------------------------ | ---------------------- | ------- |  |
| 2017   | Гранд хотел „Будапеща“                          | The Grand Budapest Hotel                               | Зеро Мустафа           |         |  |
| 2021   | Френският бюлетин на Либърти, Канзас Ивнинг Сън | The French Dispatch of the Liberty, Kansas Evening Sun | млад Моузес Розенталер |         |  |